# Allen King
Allen King (ur. 10 listopada 1990 w Bilbao) – hiszpański aktor pornograficzny.
W 2021 został uhonorowany branżową nagrodą XBIZ Europa Award jako gejowski wykonawca roku.

## Wczesne lata
Urodził się i wychowywał w Bilbao w prowincji Bizkaia. Od najmłodszych lat interesował się aktorstwem. W wieku 15 lat zaczął oglądać filmy porno. Jako 17-latek ujawnił swój homoseksualizm przed rodziną. W ciągu tygodnia pracował jako administrator, a w weekendy jako kelner w pubie.
W październiku 2013 przeprowadził się do Madrytu, gdzie studiował na Uniwersytecie Complutense. Początkowo mieszkał w Vallecas, zanim po kilku miesiącach pracował w barze w Chueca, a następnie w Callao. 

## Kariera w branży porno
Kiedy miał 18 lat, zaczął kontaktować się z producentami filmowymi, ale bez większego sukcesu. Podjął pracę w pubie dla gejów „Boyberry” w Madrycie. Tam, mając 22 lata, rozpoczął współpracę z realizatorami filmów porno. W 2011 nagrał scenę dla witryny internetowej CockyBoys, w której wystąpił z ówczesnym chłopakiem, Ángelem Cruzem, który również jest aktorem pornograficznym.
Oficjalnie karierę w branży pornograficznej rozpoczął w 2014, w wieku 24 lat. Jego agentem został Lucio Saints. Zadebiutował w amerykańskiej produkcji Kristena Bjorna Casting Couch 334 (2014) z Juanem Lópezem. Potem występował także „na żywo” w Brukseli, Chorwacji i Antwerpii. Obok występów w produkcjach CockyBoys, pojawiał się w filmach wytwórni Men At Play i Men.com. W lutym 2019 podpisał kontrakt na wyłączność z wytwórnią Lucas Entertainment.
W 2014 zajął piąte miejsce w rankingu „Europejski aktor gejowskiego porno” ogłoszonym przez hiszpański portal 20minutos.es, a w 2015 znalazł się na szóstym miejscu w plebiscycie „Najgorętsza gejowska gwiazda porno na Instagramie” według redakcji serwisu The Daily Dot.
Podczas HustlaBall Berlin and HustlaBall Porn Award w 2014 zdobył nagrodę dla najlepszego europejskiego aktora porno i w 2015 dla najlepszego pasywa. W 2015 otrzymał Besametonto Award dla najlepszej gwiazdy porno. W 2016 na Festival Internacional de Cine Erótico de Barcelona był nominowany do hiszpańskiej nagrody Ninfa dla najlepszego aktora gejowskiego porno. W 2017 zdobył branżową nagrodę Grabby za najlepszą scenę grupową (w One Erection: The Un-Making of a Boy Band, 2017) z Levi Karterem, Tayte Hansonem, Liamem Rileyem, Kodym Stewartem i Colbym Kellerem oraz dla najlepszego duetu (w Just One Night, 2016) z Calvinem Banksem. W 2018 dostał Besametonto Award dla najlepszej gwiazdy porno i za najlepszy teledysk (do piosenki „Toro” nagranej w duecie z Kiką Lorace).
W październiku 2018 wraz z Colbym Kellerem i Boomerem Banksem reklamował sprzedaż zabawek erotycznych firmy FleshJack.com.
W maju 2019 otrzymał Srebrną Nagrodę od YouTube za zgromadzenie 100 tys. subskrybentów na swoim kanale „It'sAllenKing”, choć seria filmików Jak być dobrym pasywem (Cómo ser un buen pasivo), w których opowiadał o swoich doświadczeniach, spotkała się z krytycznimi opiniami.

## Kariera muzyczna
W 2018 zadebiutował jako piosenkarz. Nagrał piosenki wraz z teledyskami: „Toro” (2018) w duecie z Kiką Lorace, „My Boy” (2018) z gościnnym udziałem Amor Romeiry, „Mejor me quedo solo” (2019), „No soy tan malo” (2019), „Pam Pam” (2019) z Cynthią Lee Fontaine, „Déjate Llevar” (2020), „Me da igual” (2020) z La Pelopony, „Sugar Daddy” (2021) z Polem Prince’em, „Tacto” (2023) z Nickiem Boltem i „VIP” (2023) z Jacky.

## Obecność w kulturze masowej
Zagrał postać Diabła w komediodramacie Bruce’a La Bruce’a It is Not the Pornographer That is Perverse... (2018) z udziałem François Sagata i Colby'ego Kellera. Film był prezentowany na Festival Internacional de Cine w Puerto Vallarta. Był protagonistą jako Elliot w filmie krótkometrażowym Davida Gonzáleza - Young Talents Films El asesino del grendr (2018), który rozgrywa się w Madrycie i opowiada o homofobicznym mordercy, który używa aplikacji gejowskiej Grindr do zabijania.
W maju 2018 trafił na okładkę hiszpańskiego magazynu „Prince”.

## Nagrody
| Rok  | Nagroda              | Kategoria                                        | Film                                             | Inni wykonawcy |
| ---- | -------------------- | ------------------------------------------------ | ------------------------------------------------ | --- |
| 2014 | Hustlaball Award     | Najlepszy aktor                                  | –                                                | – |
| 2015 | Hustlaball Award     | Najlepszy pasyw                                  | –                                                | – |
| 2015 | Besametonto Awards   | Najlepsza gwiazda porno                          | –                                                | – |
| 2017 | Grabby Award         | Najlepsza scena grupowa                          | One Erection: The Un-Making of a Boy Band (2016) | Levi Karter, Tayte Hanson, Liam Riley, Colby Keller i Kody Stewart                                                                                |
| 2018 | Besametonto Award    | Najlepsza gwiazda porno                          | –                                                | – |
| 2018 | Besametonto Award    | Najlepszy teledysk                               | „Toro”                                           | Kika Lorace |
| 2018 | Grabby Award         | Najlepszy duet                                   | Just One Night (2017)                            | Calvin Banks |
| 2018 | Pink Gay Video Award | Najlepszy duet                                   | Hard Wood (2017)                                 | Boomer Banks |
| 2020 | Grabby Award         | Najlepsza scena seksu grupowego                  | All-Star Orgy (2019)                             | Colton Grey, Dakota Payne, Edji DaSilva, Hunter Smith, Jeffrey Lloyd, JJ Knight, Manuel Skye, Max Arion, Max Avila, Michael Lucas i Ruslan Angelo |
| 2021 | Grabby Awards Europe | Najlepszy mięśniak                               | –                                                | – |
| 2021 | XBIZ Europa Awards   | Gejowski wykonawca roku                          | –                                                | – |
| 2022 | Grabby Award Europe  | Najlepszy mięśniak                               | –                                                | – |
| 2022 | Grabby Award Europe  | Ulubieniec fanów Squirt.org                      | –                                                | – |
| 2023 | Grabby Award Europe  | Najlepszy tyłek                                  | –                                                | – |
| 2025 | GayVN Award          | Najlepszy aktor drugoplanowy w filmie fabularnym | Prisoner of War: 10 Years Later (2024)           | – |
| 2025 | GayVN Award          | Najlepsza scena w filmie fabularnym              | Prisoner of War: 10 Years Later (2024)           | Paddy O’Brian |